# Brorphine
 (août 2025).
La brorphine est un analgésique, de la famille des opioïdes. Elle contient un groupe fonctionnel pipéridine,. La brorphine a été découverte en 2018, dans le cadre de recherche visant à trouver des opioïdes avec un meilleur profil de sécurité en produisant moins de dépression respiratoire. 
Son profil de sécurité n'a jamais été établi, même avec des modèles animaux. La brorphine n'a donc pas d'intérêt médical. Malgré le manque d'informations sur la sécurité du composé, la brorphine est vendue comme drogue de synthèse depuis mi-2019, initialement identifiée dans le Midwest américain. Elle est trouvée depuis 2020 en Europe, apparaissant en Belgique. 
La brorphine a été inscrite à la liste des stupéfiants en France en 2022, en même temps que d'autres nouveaux opioïdes de synthèse: les nitazènes.